# Edith Hume
Edith Hume (geboren als Edith Dunn 1843 in Truro; gestorben 1906) war eine englische Malerin.

## Leben
Edith Dunn wurde 1843 in Truro, Cornwall. geboren. Ihr Vater war Teehändler, ihre Schwester Professorin der Musik und ihr Bruder Henry Treffry Dunn war Assistent von Dante Gabriel Rossetti und ebenfalls Maler. Dunn studierte, wie ihr Bruder, an der Heatherley School of Fine Art in London. Dies war die einzige Kunstschule, in der auch Frauen die Kurse im Aktzeichnen mit Männern gemeinsam besuchen durften. 
Unter ihrem Geburtsnamen stellte sie ab 1862 in der British Institution und der Royal Society of British Artists aus. Dunn heiratete den Maler Thomas Oliver Hume im Jahr 1870. Danach stellte sie unter dem Namen Mrs. T. O. Hume aus. Nach seinem Tod stellte sie als Edith Hume aus.
Edith Hume lebte mit ihrem Mann zunächst in London, in der Nähe des Regent’s Park. Sie zogen 1878 nach South Harting in die Nähe von Petersfield in Hampshire. Das Ehepaar unternahm viele Reisen, unter anderem nach Cornwall, Frankreich, Belgien und in die Niederlande.

## Werk
Küsten- und Fischereithemen interessierten sie sehr und viele ihrer Werke spiegeln dieses Interesse wider. Sie arbeitete für die monatlich erscheinende Zeitschrift der christlichen Mäßigkeit British Workwoman, die sich an berufstätige Frauen richtete, insbesondere an solche in ländlichen und häuslichen Berufen. Die Karriere von Edith Hume war lang und erfolgreich und beeinflusst von ihrem Leben in Cornwall und von den Malern der Haager Schule, denen sie zugerechnet wird.
Sie bediente sich einer sanften Form des sozialen Realismus und stellte Männer und häufig auch Frauen und Mädchen dar, die in häuslicher und ländlicher Umgebung Arbeit verrichteten, die angemessene Kleidung trugen und ihren sozialen Status widerspiegelten. Sie zeigten eine moralische Botschaft und Werte. 
Edith Hume stellte zwischen 1874 und 1896 unter anderem an der Royal Scottish Academy, am Royal Glasgow Institute of the Fine Arts, in der Royal Watercolour Society, der Royal Society of British Artists in Birmingham und in der Society of Female Artists aus. Ihre Werke sind in mehreren Museen: Russell-Cotes Art Gallery & Museum in Bournemouth, Victoria and Albert Museum in London und Sheffield.

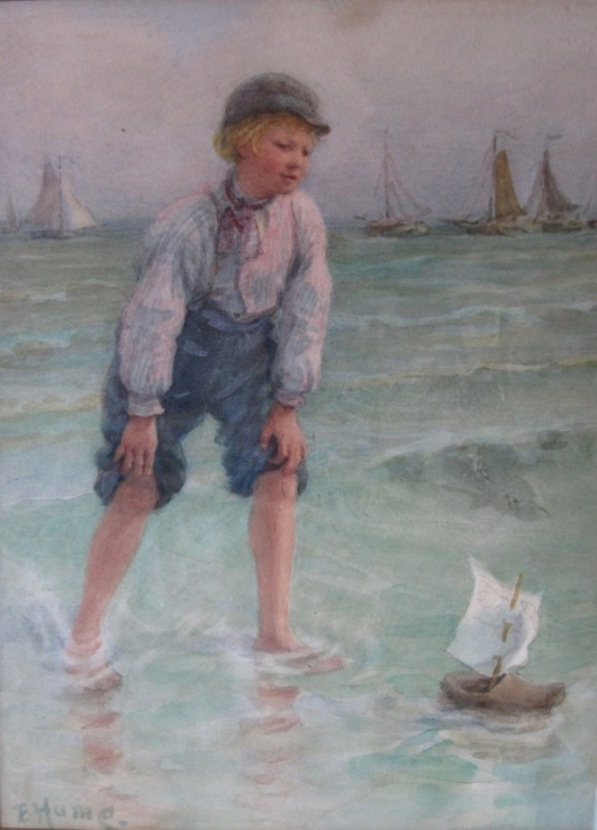
Papas Boot
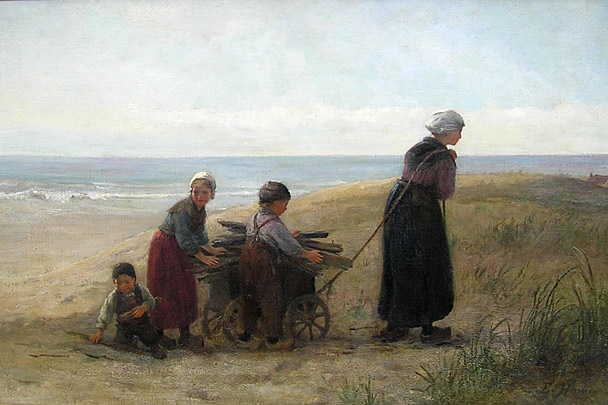
Kinder sammeln (um 1890)
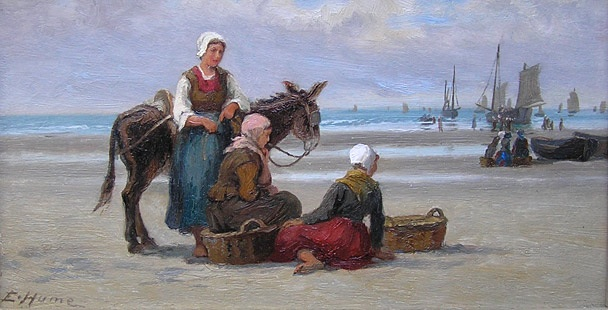
Fischerfrauen (um 1890)